# Мордвинцево (Волгоградская область)
Мордвинцево — хутор в Киквидзенском районе Волгоградской области России. Входит в состав Гришинского сельского поселения.

## География
Хутор находится в северной части Волгоградской области, в степной зоне, в пределах Хопёрско-Бузулукской равнины, в балке Гришина (левый приток реки Бузулук), на расстоянии примерно 24 километров (по прямой) к юго-востоку от станицы Преображенской, административного центра района. Абсолютная высота — 114 метров над уровнем моря.
Часовой пояс
Хутор Мордвинцево, как и вся Волгоградская область, находится в часовой зоне МСК (московское время). Смещение применяемого времени относительно UTC составляет +3:00.

## Население
| 2010 |
| ---- |
| 168  |

Гендерный состав
По данным Всероссийской переписи населения 2010 года в гендерной структуре населения мужчины составляли 49,4 %, женщины — соответственно 50,6 %.
Национальный состав
Согласно результатам переписи 2002 года, в национальной структуре населения русские составляли 77 % из 225 чел.

## Улицы
Уличная сеть хутора состоит из двух улиц (ул. Заречная и ул. Центральная).